# Large Zenith Telescope
Large Zenith Telescope (LZT) är ett vätskespegelteleskop med 6,0 meter i diameter, beläget vid University of British Columbia, Malcolm Knapp Research Forest, ca 70 km öster om Vancouver. Teleskopet blev färdigbyggt våren 2003.

LZT